# 文海英
文海英（1950年6月—），女，汉族，黑龙江双城人，中华人民共和国政治人物。北京经济学院劳动经济系劳动经济专业毕业，中共中央党校在职研究生学历。

## 生平
1985年加入中国共产党。历任国家计委副处长，人事部处长、副主任、副司长、规划财务司司长、部党组成员、办公厅主任等职。2002年11月出任安徽省人民政府副省长。2010年当选安徽省人大常委会副主任。